# Carex scabrisacca
Carex scabrisacca là một loài thực vật có hoa trong họ Cói. Loài này được Ohwi & Ryu mô tả khoa học đầu tiên năm 1936.